# Find a Grave
Find a Grave je webová stránka poskytující on-line přístup a vstup do databáze hřbitovních záznamů.

## Historie
Databázi založil v roce 1995 obyvatel města Salt Lake City Jim Tipton, protože v té době neexistovala žádná stránka, která by mu poskytovala podklady k jeho hobby, navštěvování hrobů celebrit. Po nějaké době bylo na stránce vytvořeno online forum. V únoru 2012 tato stránka obsahovala 82 milionů záznamů. V roce 2013 Tipton stránku prodal americkému genealogickému gigantu Ancestry.com.

## Obsah a vlastnosti
Stránka obsahuje seznam hřbitovů a hrobů z celého světa. Americké hřbitovy jsou seřazeny podle států a okresů, mnohé záznamy obsahují odkaz na Google Maps (s GPS souřadnicemi dodávanými přispěvateli nebo U.S. Geological Survey) a fotografie hřbitovů. Jednotlivé záznamy k hrobům obsahují data a místa narození a úmrtí, životopisné údaje, číslo hřbitovní parcely, fotografie (náhrobku, osoby atd.) a informace přispěvatele.
Členové mohou umísťovat zdarma on-line vzpomínky na příbuzné a přátele, umisťovat odkazy na rodinné záznamy pro genealogické účely, přidávat fotografie do databáze nebo si je vyžádat od dobrovolníků, kteří pro Find A Grave zdarma pracují.